# Wim Hof
Wim Hof (født 20. april 1959 i Sittard) er en nederlandsk mand, mest kendt under tilnavnet Ismanden. Han har 26 forskellige verdensrekorder, inklusive en verdensrekord for det længste isbad.
I februar 2009 besteg og nåede Hof toppen af bjerget Kilimanjaro kun iført shorts indenfor to dage.
I 2007 forsøgte han uden held at bestige Mount Everest uden nogen anden beklædning end shorts.
Han planlagde et nyt forsøg i 2008. Hof er blevet kritiseret for sine udtalelser om, hvorfor han prøver, »Edmund Hillary's ascent of Mount Everest was a testament to human achievement, my climb of Mount Everest in my shorts will be a monument to the frivolous, decadent nature of modern society.«
Wim Hof brød sin forrige verdensrekord ved at være neddykket i 1 time og 12 minutter udenfor Rubin Museum of Art i New York City 26. januar 2008. Aftenen i forvejen gjorde han det samme på tv-showet Today Show. Dr. Kenneth Kamler fulgte med i hændelsen for at prøve at forklare effekten af at anvende tantrisk meditationsteknik, Tummo, som går ud på at få kroppen til at producere mere varme. Tummo har været praktiseret af tibetanske munke. Hof skal vistnok være den eneste ikke-tibetanske personen i verden, som mestrer lige netop denne form for meditation.
Hof har en række verdensrekorder. I 1999 løb han barfodet en halvmaraton 160 kilometer nord for den arktiske cirkel. Tre år senere, i 2002, satte han endnu en verdensrekord, da han svømmede 80 meter under isen, kun iført badebukser.